# Kedah
Kedah (Chữ Jawi: حدق) là một bang của Malaysia, bang nằm ở phần tây bắc của Bán đảo Malaysia. Tổng diện tích của bang là trên 9.000 km², bao gồm phần lục địa và đảo Langkawi. Khu vực đất liền có đại hình tương đối bằng phẳng và là nơi trồng lúa gạo. Langkawi là một quần đảo, hầu hết các đảo đều không có người cư trú. Kedah từng được người Xiêm gọi là Syburi (tiếng Thái Lan:ไทรบุรี) trong thời kỳ họ chi phối khu vực này.
Kedah giáp với bang Perlis và có đường biên giới quốc tế với hai tỉnh Songkhla và Yala của Thái Lan ở phía bắc. Kedah giáp với bang Perak ớ phía nam và bang Penang ở phía tây bắc. Thủ phủ và trụ sở hoàng gia là Alor Setar. Các đô thị chính khác là Sungai Petani, Kulim ở đất liền và Kudah ở Langkawi.

## Lịch sử
Thung lũng Bujang có các phế tích của một vương quốc Ấn Độ giáo-Phật giáo được hình thành từ thế kỷ 4 SCN, đây là nền văn minh cổ nhất trên Bán đảo Malaysia. Gia đình hoàng gia hiện nay có thể có một số nguồn gốc tổ tiên từ thời kỳ này. Theo Hikayat Merong Mahawangsa hay các Biên niên sử của Kedah, Kadah được một vị vua theo Ấn Độ giáo tên là Merong Mahawangsa thành lập. Theo các văn bản cổ, Vương quốc Hồi giáo Kedah bắt đầu vào năm 1136 khi vị vua thứ 9 Phra Ong Mahawangsa cải sang Hồi giáo và chọn tên đất nước là Vương quốc Hồi giáo Mudzafar Shah.
Trong các thế kỷ 7 và 8, Kedah nằm dưới sự thống trị của Srivijaya và sau đó là Xiêm La cho đến khi Vương quốc Hồi giáo Mã Lai Melaka nổi lên vào thế kỷ 15. Trong thế kỷ 17, Kedah bị người Bồ Đào Nha tấn công sau cuộc xâm chiếm Melaka của họ, và bởi Aceh. Trong một hy vọng Anh Quốc sẽ bảo vệ Kedah khỏi Xiêm La, quốc vương đã trao Penang và sau đó là Province Wellesley cho Anh Quốc trong thời kỳ cuối của thế kỷ 18. Người Xiêm tuy thế đã xâm chiếm Kedah năm 1811 và vương quốc vẫn nằm dưới quyền kiểm soát của Xiêm cho đến khi được chuyển cho Anh Quốc theo Hiệp ước Anh-Xiêm năm 1909.
Trong Chiến tranh Thế giới thứ hai, Kedah cùng với Kelantan là những khu vực đầu tiên của Mã Lai bị Nhật Bản xâm lược. Người Nhật chuyển Kedah lại cho đồng minh Thái Lan của họ và được Thái Lan đổi tên lại thành Syburi. Kedah đã quay trở lại dưới quyền kiểm soát của Anh trong giai đoạn kết thúc cuộc chiến. Kedah đã miễn cưỡng sáp nhập vào Liên bang Mã Lai vào năm 1948. Từ năm 1958, Quốc vương Kedah là Tuanku Abdul Halim Muadzam Shah.

## Nhân khẩu
| Tôn giáo tại Kedah – Điều tra 2010 | Tôn giáo tại Kedah – Điều tra 2010 | Tôn giáo tại Kedah – Điều tra 2010 | Tôn giáo tại Kedah – Điều tra 2010 | Tôn giáo tại Kedah – Điều tra 2010 |
| ---------------------------------- | ---------------------------------- | ---------------------------------- | ---------------------------------- | ---------------------------------- |
| Tôn giáo                           | Tôn giáo                           |                                    | Tỷ lệ                              | Tỷ lệ                              |
| Hồi giáo                           | Hồi giáo                           |                                    | 77.2%                              | 77.2%                              |
| Phật giáo                          | Phật giáo                          |                                    | 14.2%                              | 14.2%                              |
| Hindu                              | Hindu                              |                                    | 6.7%                               | 6.7%                               |
| Công giáo                          | Công giáo                          |                                    | 0.8%                               | 0.8%                               |
| Vô thần                            | Vô thần                            |                                    | 0.6%                               | 0.6%                               |
| Tôn giáo truyền thống Trung Hoa    | Tôn giáo truyền thống Trung Hoa    |                                    | 0.3%                               | 0.3%                               |
| Khác                               | Khác                               |                                    | 0.1%                               | 0.1%                               |
| Không tôn giáo                     | Không tôn giáo                     |                                    | 0.1%                               | 0.1%                               |

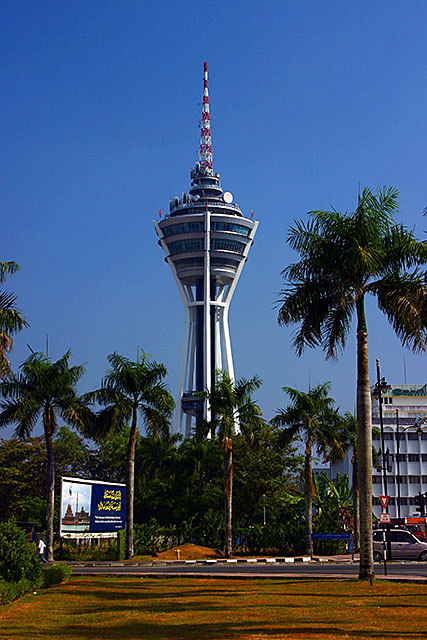
Menara Alor Setar là tháp cao nhất ở Kedah

Kedah có một thành phần dân cư tương đối đa dạng gồm người Mã Lai, người gốc Hoa và người gốc Ấn giống như hầu hết các bang khác tại Malaysia.
- Người Mã Lai: 1.336.352 người (75,5%)
- Người Hoa: 252.987 người (14,2%)
- Người Ấn: 122.911 người (6,9%)
- Người nước ngoài: 35.293 người (1,9%)
- Các dân tộc khác: 27.532 người (1,5%)

## Hành chính
Kedah hiện được chia thành 12 khu vực hành chính hay "daerah" trong tiếng Mã Lai:
| - Baling - Bandar Baharu - Kota Setar - Kuala Munda - Kuang Pasu - Kulim | - Pulau Langkawi - Padang Terap - Pendang - Pokok Sena - Sik - Yan |

## Kinh tế
Kedah được cho là "kho thóc" (tiếng Mã Lai: Jelapang Padi) của Malaysia chiếm 1/3 sản lượng thóc của nước này. Các ngành nông nghiệp quan trọng khác gồm cao su, dầu cọ và cây thuốc lá. Du lịch chủ yếu phát triển mạnh trên đảo Langkawi. Năm 2007, đảo Langkawi trở thành Công viên địa chất Thế giới do UNESCO công nhận 
Theo Kế hoạch Malaysia Thứ chín, kinh tế của bang có liên hệ với Vành đai kinh tế Miền Bắc (NCER). Vành đai Kinh tế Miền Bắc là ba vùng phát triển kinh tế ở Bán đảo Malaysia các vùng khác là Iskandar Malaysia (hau Vùng Kinh tế Nam Johor) và Vùng Phát triển Bờ biển phía đông. NCER gồm Penang (đảo Penang và Seberang Prai), Kedah (Alor Setar, Sungai Petani, Tikam Batu và Kulim), miền bắc các bang Perak và Perlis.

## Người nổi tiếng

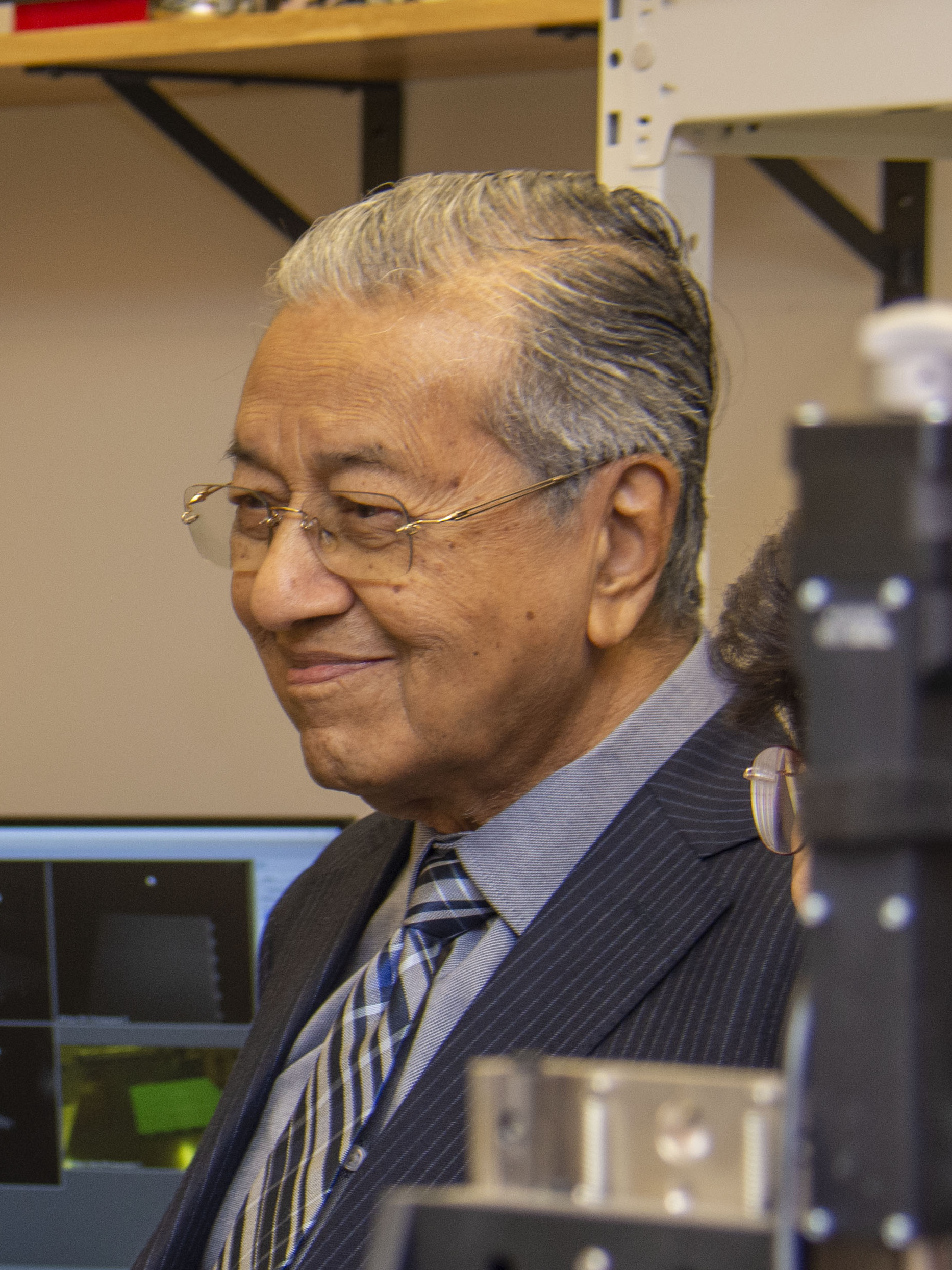
Mahathir Mohamad

- Thủ tướng đầu tiên của Malaysia Tunku Abdul Rahman
- Thủ tướng thứ tư của Malaysia Mahathir Mohamad